# 陸中大里駅
陸中大里駅（りくちゅうおおさとえき）は、秋田県鹿角市八幡平字大里にある、東日本旅客鉄道（JR東日本）花輪線の駅である。

## 歴史
- 1960年（昭和35年）12月1日：日本国有鉄道（国鉄）の駅として鹿角郡八幡平村に開業[2][3]。気動車の旅客のみを取り扱う駅員無配置駅[4]。
- 1987年（昭和62年）4月1日：国鉄分割民営化により、東日本旅客鉄道の駅となる[2]。
- 2024年（令和6年）10月1日：えきねっとQチケのサービスを開始[1][5]。

## 駅構造
単式ホーム1面1線を有する地上駅である。ホーム上に待合室がある。
盛岡統括センター（盛岡駅）管理の無人駅である。

## 駅周辺
- 秋田県道191号根瀬尾去沢線
- 鹿角市民プール
- 国道282号
- 東北自動車道 鹿角八幡平インターチェンジ
- 米代川

## 隣の駅
東日本旅客鉄道（JR東日本）
■花輪線
八幡平駅 - 陸中大里駅 - 鹿角花輪駅